# Generaladmiral

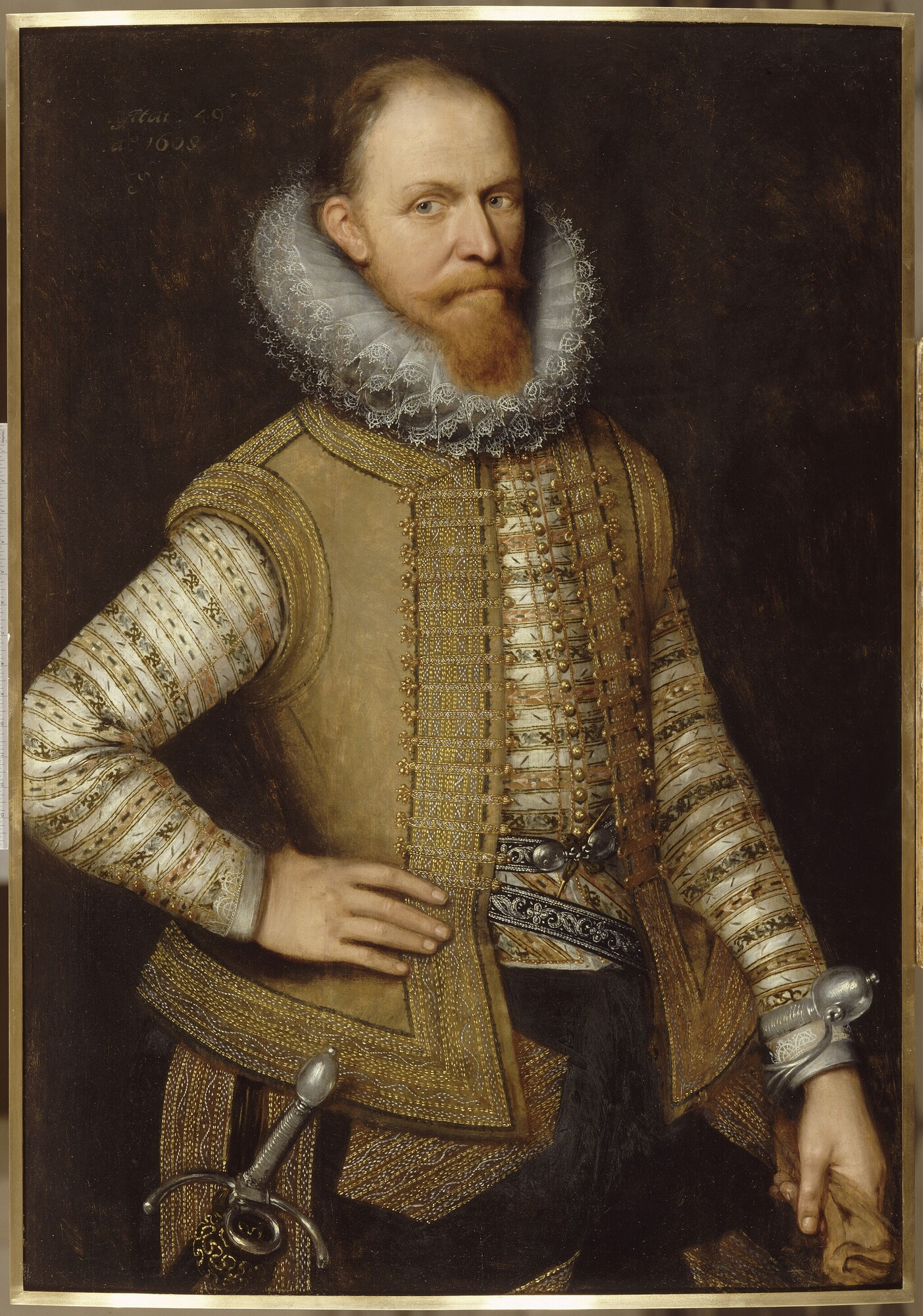
Moritz von Nassau, der erste Generaladmiral

Generaladmiral war ein hoher, meist der höchste Dienstgrad in der Marine. Er wurde in der Frühen Neuzeit in verschiedenen Marinen eingeführt. Nach dem Großadmiral war er der höchste Rang der Kriegsmarine der deutschen Wehrmacht. Er entsprach dem Generaloberst bei Heer und Luftwaffe.

## Geschichte
Erstmals wurde dieser Rang 1588 in der niederländischen Marine an den Fürsten Moritz von Nassau verliehen. Hier war es der Titel des Oberbefehlshabers aller Seestreitkräfte bis 1650. Als besonderer Admiralsrang entstand hier später noch der Luitenant-admiraal-generaal für die Oberbefehlshaber der niederländischen Flotte, der nur zweimal verliehen wurde. Geschaffen wurde er für Michiel de Ruyter 1673, dem Cornelis Tromp 1679 folgte, der auch schon seit 1676 Admiral-General der dänischen Marine war.
Auch die kaiserlich russische Marine kannte diesen Rang (генера́л-адмира́л), er war dort dem Generalfeldmarschall gleichgestellt. In der portugiesischen Marine war es der höchste Rang zwischen den Jahren 1892–1910 und dem König als oberstem Befehlshaber vorbehalten.
Die spanische Marine kennt den Titel als zweithöchsten Rang (OF-9), da den höchsten Rang nur der König selbst bekleiden darf. In der schwedischen Marine wurde er häufig dem Oberbefehlshaber der Marine verliehen.

## Deutsche Marine

### Generaladmirale der Kriegsmarine
Auf dem Ärmel trug ein deutscher Generaladmiral die gleichen goldenen Abzeichen wie ein Admiral – drei Streifen über dem breiten Admiralsstreifen – aber auf den Schulterstücken trug er einen dritten Stern. Fungierte ein Generaladmiral jedoch als Oberbefehlshaber der Marine (Erich Raeder vom 20. April 1936 bis 1. April 1939), trug er die Ärmelabzeichen eines Großadmirals (vier Streifen zum Admiralsstreifen). Das Schulterstück änderte sich dabei allerdings nicht.
| Dienstgrad         |                                |                    |
| niedriger: Admiral | Generaladmiral (Generaloberst) | höher: Großadmiral |

Vollständige Liste der Generaladmirale
1. Erich Raeder (1876–1960), Generaladmiral am 20. April 1936 und Großadmiral am 1. April 1939
2. Conrad Albrecht (1880–1969), am 1. April 1939
3. Alfred Saalwächter (1883–1945), am 1. Januar 1940
4. Rolf Carls (1885–1945), am 19. Juli 1940
5. Hermann Boehm (1884–1972), am 1. April 1941
6. Karl Witzell (1884–1976), am 1. April 1941
7. Otto Schultze (1884–1966), am 31. August 1942
8. Wilhelm Marschall (1886–1976), am 1. Februar 1943
9. Otto Schniewind (1887–1964), am 1. März 1944
10. Walter Warzecha (1891–1956), am 1. März 1944
11. Oskar Kummetz (1891–1980), am 16. September 1944
12. Hans-Georg von Friedeburg (1895–1945), am 1. Mai 1945

### Entsprechung in der Bundesmarine
In der Bundeswehr gibt es den Rang eines Generaladmirals nicht; die entsprechende Rangstufe in der deutschen Marine ist der Admiral (NATO-Code: OF-9).

## Seestreitkräfte anderer Staaten

### Kaiserlich Russische Marine
Der höchste Rang in der Kaiserlich Russischen Marine war der des Generaladmirals, welcher allerdings dem Feldmarschall gleichgestellt war. Er wurde nur relativ selten verliehen:
| Jahr | Name                                                | Lebensdaten |
| ---- | --------------------------------------------------- | ----------- |
| 1708 | Graf Fjodor Metwejewitsch Apraxin                   | 1661–1728   |
| 1740 | Graf Johann Friedrich Ostermann                     | 1687–1747   |
| 1756 | Fürst Michail Golizyn der Jüngere                   | 1684–1764   |
| 1762 | Großfürst Pawel Petrowitsch Romanow (später Kaiser) | 1754–1801   |
| 1831 | Großfürst Konstantin Nikolajewitsch Romanow         | 1827–1892   |
| 1883 | Großfürst Alexei Alexandrowitsch Romanow            | 1850–1908   |

Teilweise werden zu den Generaladmiralen auch gerechnet:
- François Le Fort (1656–1699), ab 1695 ebenfalls General-Admiral genannt; umstritten ist, ob es sich dabei um eine Dienststellung statt eines Dientranges gehandelt hat
- Iwan Grigorjewitsch Tschernyschow, ab 1796 General-Feldmarschall der Flotte
- Fjodor Alexejewitsch Golowin (1650–1706), ab 1700 als erster russischer General-Feldmarschall zugleich General-Admiral der Flotte

### Schwedische Marine

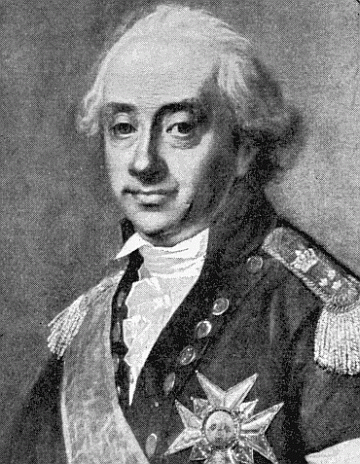
Carl August Ehrensvärd mit den Schulterstücken bzw. Epauletten eines schwedischen Generaladmirals

Auch die schwedische Marine hatte den Dienstgrad Generaladmiral in den Formen amiralgeneral und generalamiral, er löste das von 1561/71 bis 1676/80 bestehende Amt des Reichsadmirals ab.
| Jahr      | Name                             | Daten     |
| --------- | -------------------------------- | --------- |
| 1675      | Lorentz Creutz der Ältere        | 1615–1676 |
| 1677      | Henrik Henriksson Horn af Åminne | 1618–1693 |
| 1681      | Hans Wachtmeister zu Johannishus | 1641–1714 |
| 1780–1784 | Henrik af Trolle                 | 1730–1784 |
| 1792–1794 | Carl August Ehrensvärd           | 1745–1800 |
| 1812–1815 | Johan af Puke                    | 1751–1815 |
| 1818      | Victor von Stedingk              | 1751–1823 |
| 1823–1828 | Olof Rudolf Cederström           | 1764–1833 |

### Dänische Marine
Erstmals 1663 wurde mit Cort Adeler der Vizepräsident des Admiralitätskollegium, dessen Präsident der Reichsadmiral war, zum Generadmiral und Befehlshaber der Flotte ernannt – eine Funktion, die zuvor der Reichsadmiral innehatte, der 1680 endgültig abgeschafft wurde. Der dänische Generaladmiral entsprach ab 1700 aber nur noch einem Admiral; unter ihm gab es die Ränge Generaladmiralleutnant (Vizeadmiral) und Schoutbynacht (Konteradmiral).